# 塔拉爾普湖
47°05′44″N 9°08′00″E / 47.09556°N 9.13333°E
塔拉爾普湖（Talalpsee），是瑞士的湖泊，位於該國東部，由格拉魯斯州負責管轄，處於格拉魯斯諾德，面積0.03平方公里，海拔高度1,086米，平均水深2.3米，最大水深4米。